# Hopkins megye (Texas)
Hopkins megye az Amerikai Egyesült Államokban, azon belül Texas államban található. Megyeszékhelye és legnagyobb városa Sulphur Springs. Lakosainak száma 36 787 fő (2020. április 1.). Hopkins megye Delta, Hunt, Rains, Franklin és Wood megyékkel határos.

## Népesség
A megye népességének változása:
| Lakosok száma | 35 222 | 35 345 | 35 424 | 35 565 | 36 223 | 36 787 |
|               | 2010   | 2011   | 2012   | 2013   | 2015   | 2020   |